# James Sutherland Cotton
James Sutherland Cotton (Cooner, Madras, 1847 - Salisbury, 1918) fou un acadèmic i escriptor britànic nascut a Madras, tercer fill de Joseph John Cotton membre del Servei Civil de Madras. Va estudiar al Magdalen College School i al Brighton College, i va anar a Winchester el 1860; el 1867 fou elegit erudit del Trinity College, Oxford, on es va graduar el 1870 com a primer en Literæ Humaniores. De 1871 a 1874 fou membre i lector del Queen's College.
El 1873 es va casar amb Isabel Carter de Clifton de Bristol. El 1874 va ser cridat al gabinet de Lincoln's Inn, i el 1881 va començar a treballar a la revista Academy, una revista crítica i d'alta reputació que va esdevenir famosa sota la seva guia. Va deixar la tasca al cap de 15 anys i va esdevenir el principal col·laborador de Sir William Wilson Hunter en les seves publicacions sobre l'Índia, en especial la Gaseta Imperial de l'Índia publicada per primer cop el 1881 en nou volums i revisada i eixamplada el 1885-1887. Darrerament es va dedicar a catalogar els manuscrits europeus sobre l'Índia.